# 伊達義監
伊達 義監（だて よしのり）は、仙台藩一門第八席・岩出山伊達氏第9代当主。

## 生涯
文化6年（1809年）岩出山伊達氏第8代当主・伊達宗秩の子として生まれる。幼名は大力。元服時に当時の主君である伊達斉義から偏諱を賜って義監と名乗る。
天保12年（1841年）1月、隣藩庄内藩の国替えに反対する領民が、大挙して幕府に直訴しようと、岩出山を通過しようとしたため、父宗秩と共に、これを差し止める。
弘化3年（1846年）閏5月、父宗秩の死去により家督相続し、岩出山邑主となる。同年8月14日死去。享年38。家督は嫡男邦直が相続した。